# Manuel Rodríguez Erdoíza
Pour les articles homonymes, voir Manuel Rodríguez et Rodríguez.
Manuel Javier Rodríguez Erdoíza (27 février 1785, Santiago — 26 mai 1818, Tiltil au Chili) est un officier, un avocat et un homme politique chilien.
Il est considéré comme l'un des fondateurs du Chili moderne.